# Åråns naturreservat
Årån är ett naturreservat i Gällaryds, Rydaholms och Voxtorps socknar i Värnamo kommun i Jönköpings län.
Reservatet är 96 hektar stort och består av en cirka 10 kilometer lång å med forssträckor 20 kilometer sydost om Värnamo. Årån rinner mellan sjöarna Lången och Furen.

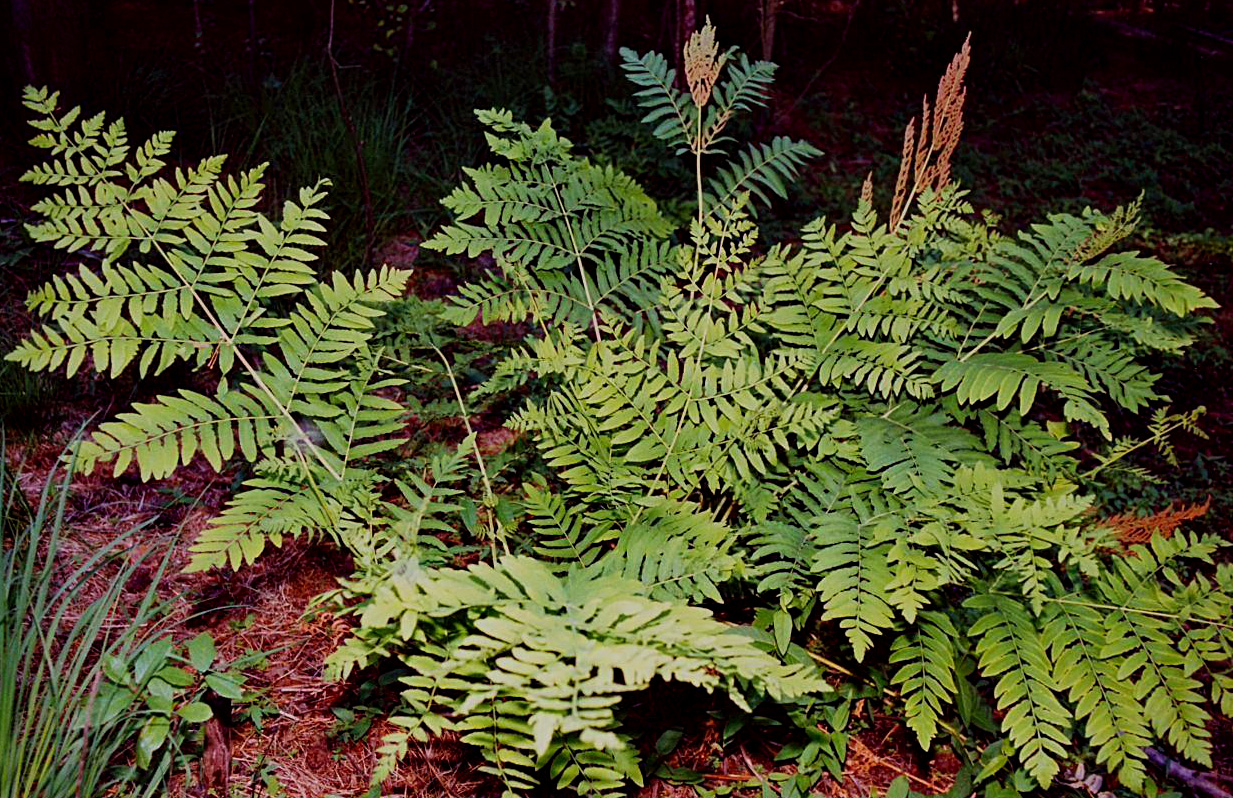
Safsa

Inom reservatet finns flera vattenmiljöer representerade. Där finns forssträckor men också områden där ån flyter lugnt och svagt strömmande. På flera håll delar ån upp sig och små lummiga öar bildas. Fallhöjden är totalt 18 meter. Av denna fallhöjd utnyttjas i dag 6,5 meter vid Värmeshult kraftstation. Utmed Årån finns ett rikt fågelliv med bl.a. kungsfiskare, mindre hackspett och strömstare. Lärkfalk häckar i närheten.
I ån finns öring som för sin existens är beroende av strömmande och forsande vatten. Där finns även en del hotade och sällsynta arter av bottendjur. Längs ån finns även en artrik flora och några ovanliga örter som  hampflockel och dysäv. Där växer även ormbunksväxten safsa.